# Brooke Baldwin
Brooke Baldwin (Atlanta, 12 de julho de 1979) é uma jornalista estadunidense e apresentadora do CNN Newsroom.